# Manami Nakano
Manami Nakano (中野 真奈美, Nakano Manami, Hokkaido, 30 augustus 1986) is een Japans voetbalster die als middenvelder speelt bij AC Nagano Parceiro.

## Carrière

### Clubcarrière
Nakano begon haar carrière in 2005 bij Ohara Gakuen JaSRA, de voorloper van AC Nagano Parceiro. Ze tekende in 2007 bij Okayama Yunogo Belle. In acht jaar speelde zij er 161 competitiewedstrijden. Ze tekende in 2015 bij Mynavi Vegalta Sendai. Ze tekende in juli 2017 bij AC Nagano Parceiro.

### Interlandcarrière
Nakano maakte op 13 januari 2010 haar debuut in het Japans vrouwenvoetbalelftal tijdens een wedstrijd tegen Denemarken. Zij nam met het Japans elftal deel aan het Aziatisch kampioenschap 2010 en de Aziatische Spelen 2010. Japan behaalde brons op de Aziatisch kampioenschap en goud op de Aziatische Spelen. Ze heeft 12 interlands voor het Japanse elftal gespeeld en scoorde daarin twee keer.

## Statistieken
| Japans vrouwenvoetbalelftal | Japans vrouwenvoetbalelftal | Japans vrouwenvoetbalelftal |
| Jaar                        | Wed.                        | Dlp.                        |
| --------------------------- | --------------------------- | --------------------------- |
| 2010                        | 10                          | 2                           |
| 2011                        | 0                           | 0                           |
| 2012                        | 1                           | 0                           |
| 2013                        | 1                           | 0                           |
| Totaal                      | 12                          | 2                           |